# Paris-Roubaix for kvinder
Paris-Roubaix for kvinder (fransk: Paris-Roubaix Femmes) er kvindernes udgave af Paris-Roubaix, et cykelløb i det nordlige Frankrig med brostensbelagte strækninger.
Kvindernes Paris-Roubaix har været arrangeret hvert forår siden 2021, dagen før herrernes løb. Den første planlagte udgave blev i 2020 aflyst på grund af coronaviruspandemien. Løbet en del af UCI Women's World Tour.

## Vindere
| År   | Vinder               | Toer          | Treer                |
| ---- | -------------------- | ------------- | -------------------- |
| 2021 | Lizzie Deignan       | Marianne Vos  | Elisa Longo Borghini |
| 2022 | Elisa Longo Borghini | Lotte Kopecky | Lucinda Brand        |
| 2023 | Alison Jackson       | Katia Ragusa  | Marthe Truyen        |
| 2024 | Lotte Kopecky        | Elisa Balsamo | Georgi Pfeiffer      |
| 2025 |                      |               |                      |